# 马库斯·罗森贝里
马库斯·罗森贝里（瑞典語：Markus Rosenberg，1982年9月27日—）出生於马尔默，瑞典職業足球員，司職前鋒。

## 球員生涯

### 球會
罗森贝里在2001年裡打了他職業生涯的第一場球賽，出戰AIK索爾納。他在马尔默打了3個球季，由於未能取得正選席位，他被球會外借給哈尔姆斯塔德BK，成為球隊首席神射手，然後他返回马尔默FF，更成為2004-05球季聯賽神射手。
於2005年的夏季以約500萬歐元轉投阿積士。在阿積士的第一場球賽是在2005年8月10日歐聯第三輪作客丹麥對邦比（Brøndby IF），他射入首球，最後2-2平手。他在荷甲的第一場球賽再次取得入球，作客對RBC罗森达尔（RBC Roosendaal）他射入第二球，2-0完場。
2010年8月31日，罗森贝里先與德甲雲達不來梅續約至2012年夏季，接着即時外借至西甲桑坦德為期一個球季。
2012年8月7日，罗森贝里以自由身從德甲雲達不來梅轉投英超西布朗，並簽署三年合約。
2014年2月，罗森贝里自由转会到马尔默足球俱乐部

### 國家隊
罗森贝里在2005年1月22日入選了瑞典隊。他在對南韓的比賽中射入了他在國家隊的第一個入球。

## 足球獎項
- 2005年：荷蘭超級盃冠軍 (Johan Cruyff-schaal)
- 2006年：荷蘭杯冠軍 (KNVB杯)
- 2006年：荷蘭超級盃冠軍 (Johan Cruyff-schaal)